# Paul Röhner

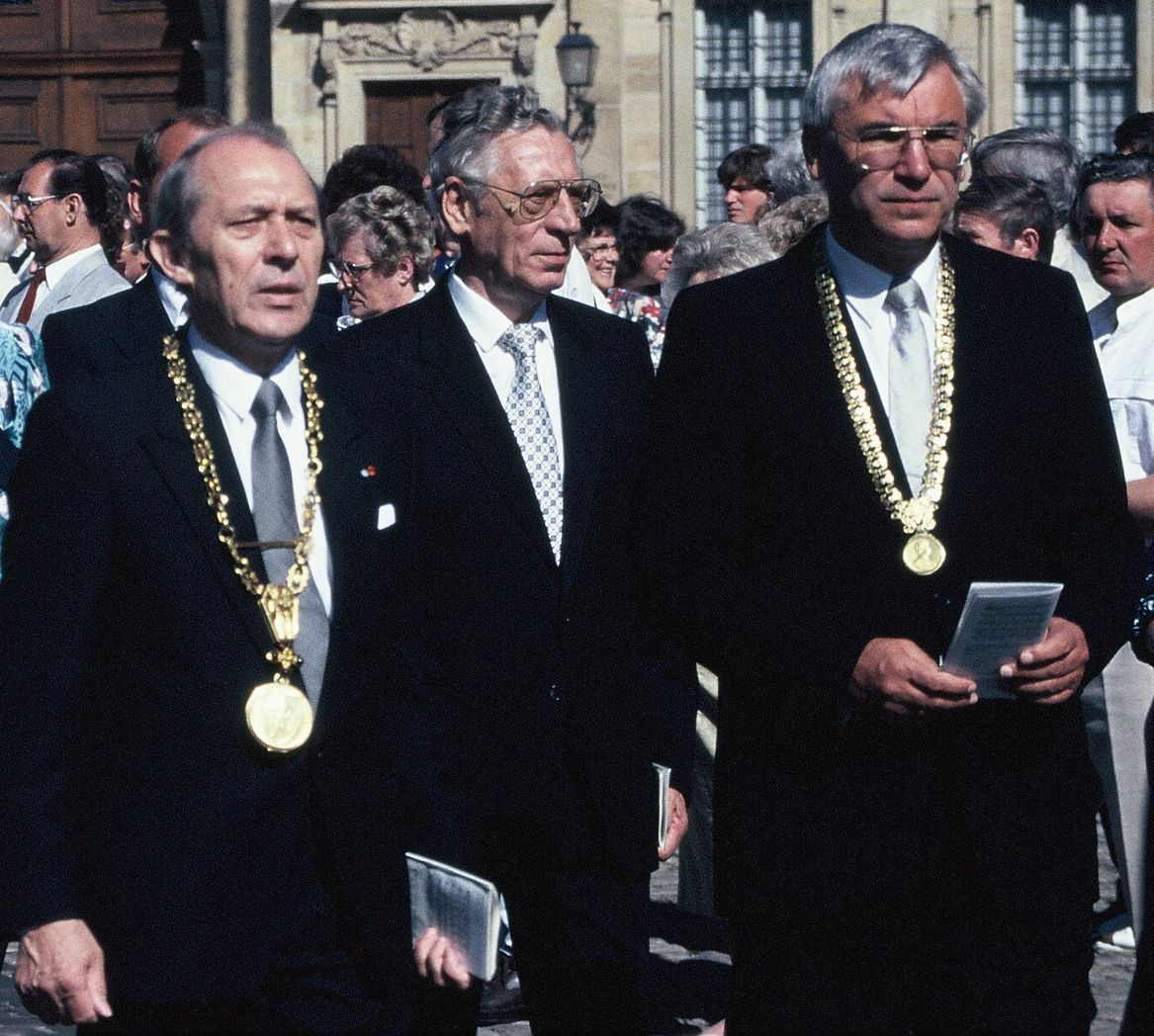
Paul Röhner (l.) in seiner Zeit als Oberbürgermeister auf der Fronleichnamsprozession

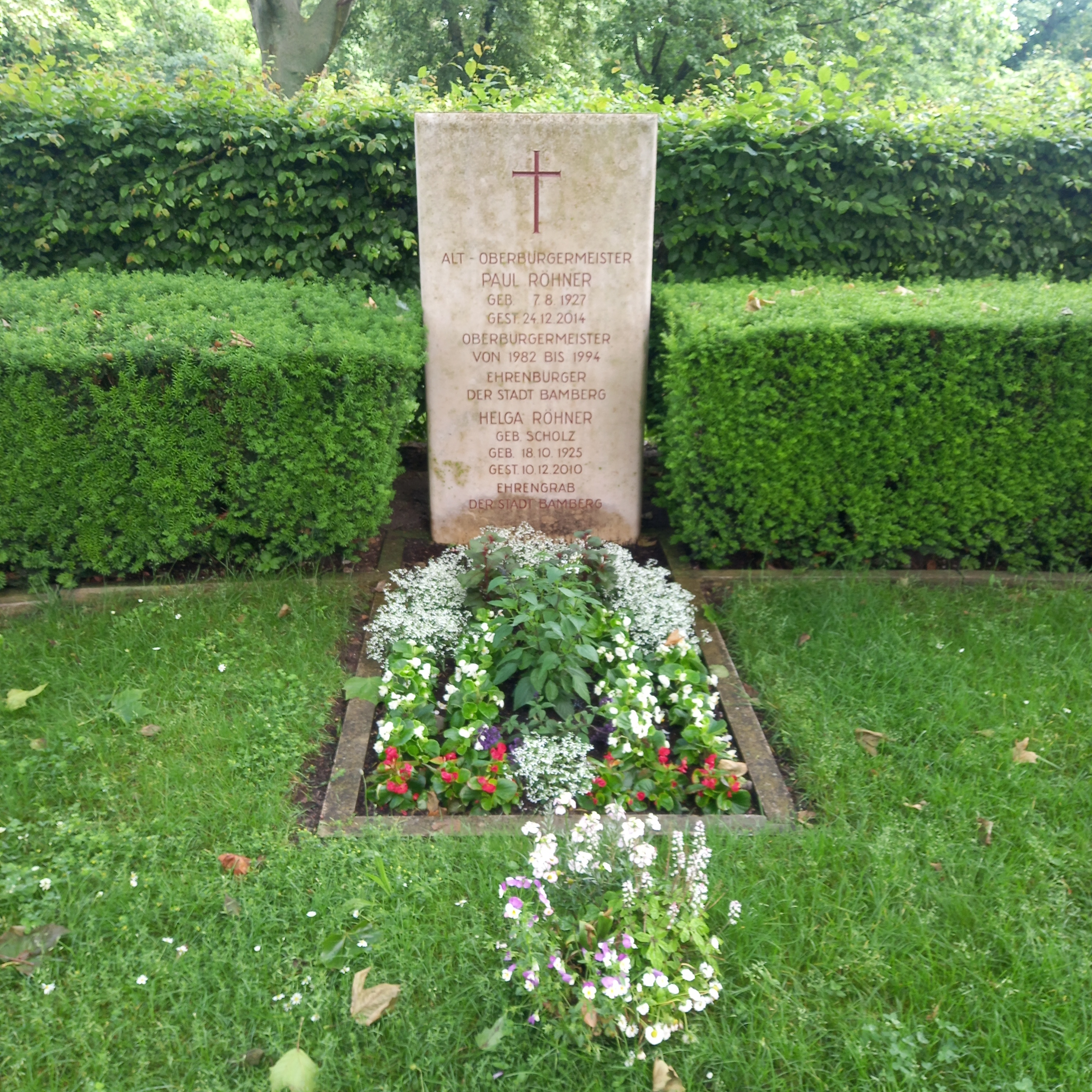
Das Grab von Paul Röhner und seiner Ehefrau Helga geborene Scholz auf dem Hauptfriedhof in Bamberg

Paulus „Paul“ Franziskus Röhner (* 7. August 1927 in Aidhausen; † 24. Dezember 2014 in Bamberg) war ein deutscher Politiker (CSU).

## Leben
Röhner wurde als zweiter Sohn eines Landwirts und Schusters geboren. Nach dem Besuch des Gymnasiums in Schweinfurt, später das St. Ludwig-Gymnasium der Benediktiner von Münster-Schwarzach, leistete er zunächst Reichsarbeitsdienst. Anschließend nahm er als Gebirgsjäger in Ungarn und Jugoslawien am Zweiten Weltkrieg teil und geriet zuletzt in Gefangenschaft, aus der er nach dem Kriegsende entlassen wurde. Nach dem Notabitur am Humanistischen Gymnasium begann Röhner zunächst ein Theologiestudium an der Philosophisch-Theologischen Hochschule in Bamberg, wechselte aber kurz darauf zu Volkswirtschaft und Rechtswissenschaft in Würzburg und München. Sein Studium finanzierte er sich als Bauhilfsarbeiter und als Bergarbeiter in der Oberhausener Zeche. Er war von 1953 bis 1958 Landesgeschäftsführer der Bayerischen Jungbauernschaft und fungierte von 1959 bis 1982 als Direktor des Bayerischen Bauernverbandes für den Bezirk Oberfranken. Von 1970 bis 1990 war er Vorsitzender des Kolping-Bildungswerkes, zu dessen Ehrenvorsitzendem er anschließend bestimmt wurde.
Röhner war verwitwet und hatte drei Kinder. Er war seit 1947 Mitglied der katholischen Studentenverbindungen K. D. St. V. Fredericia Bamberg und seit 1948 auch der KDStV Gothia Würzburg (beide im CV). 1968 wurde er vom Kardinal-Großmeister Eugène Kardinal Tisserant zum Ritter des Ritterordens vom Heiligen Grab zu Jerusalem ernannt und am 8. Juli 1968 in München durch Lorenz Kardinal Jaeger, Großprior der deutschen Statthalterei, sowie Hermann Josef Abs, Statthalter in Deutschland, in den Orden investiert.

## Politik
Röhner trat 1965 in die Christlich-Soziale Union in Bayern. Er wurde später zum Vorsitzenden des CSU-Bezirksverbandes Oberfranken gewählt und war von 1975 bis 1989 Mitglied des CSU-Landesvorstandes sowie des CSU-Präsidiums. Röhner war von 1982 bis 1994 Mitglied des Bezirkstages des Bezirkes Oberfranken. Dem Deutschen Bundestag gehörte er von 1965 bis zu seiner Mandatsniederlegung am 11. Mai 1982 an. Im Parlament vertrat er den Wahlkreis Bamberg. Von 1969 bis April 1975 war er stellvertretender Vorsitzender des Rechnungsprüfungsausschusses, von 1975 bis 1982 dann Parlamentarischer Geschäftsführer der CDU/CSU-Bundestagsfraktion.
Röhner amtierte von 1982 bis 1994 als Oberbürgermeister von Bamberg.

## Ehrungen
- Ritterorden vom Heiligen Grab zu Jerusalem (1968)
- Bayerischer Verdienstorden (1970)
- Großes Bundesverdienstkreuz (1978)
- Großes Bundesverdienstkreuz mit Stern (1982)
- Ehrenring der Stadt Villach (1987)
- Ehrensenator der Otto-Friedrich-Universität Bamberg
- Ehrenbürger der Stadt Bamberg